# Trichoridia leuconephra
Trichoridia leuconephra là một loài bướm đêm trong họ Noctuidae.